# 巴伯济约-圣伊莱尔
巴伯济约-圣伊莱尔（法語：Barbezieux-Saint-Hilaire，發音：[baʁbəzjø sɛ̃t‿ilɛʁ]），法国西南部城市，新阿基坦大区夏朗德省的一个市镇，隶属于干邑区，其市镇面积为26.55平方公里，2022年1月1日时人口数量为4,738人，在法国市镇中排名第2,357位。
巴伯济约-圣伊莱尔位于夏朗德省西南部，干邑地区南部，是一个区域性的中心城市，法国国道N10线与多条夏朗德省省道在此交汇，因其境内的巴伯济约城堡而闻名。法国撑杆跳高运动员雷诺·拉维莱涅出生于巴伯济约-圣伊莱尔。

## 地名来源
根据当地官方网站的论述，“巴伯济约”一名来源于高卢语单词“berbīcem”，意为“绵羊圈”，可能与当地历史上的牧羊活动有关。“圣伊莱尔”一名则来源于天主教历史人物，其生平尚有待考证。
由于一名相对较长，且其附近区域并无其它含有专名的地名，故单独的一般即可指代该地，当地的官方网站即以mairie-barbezieux.fr作为其网址域名。

## 历史

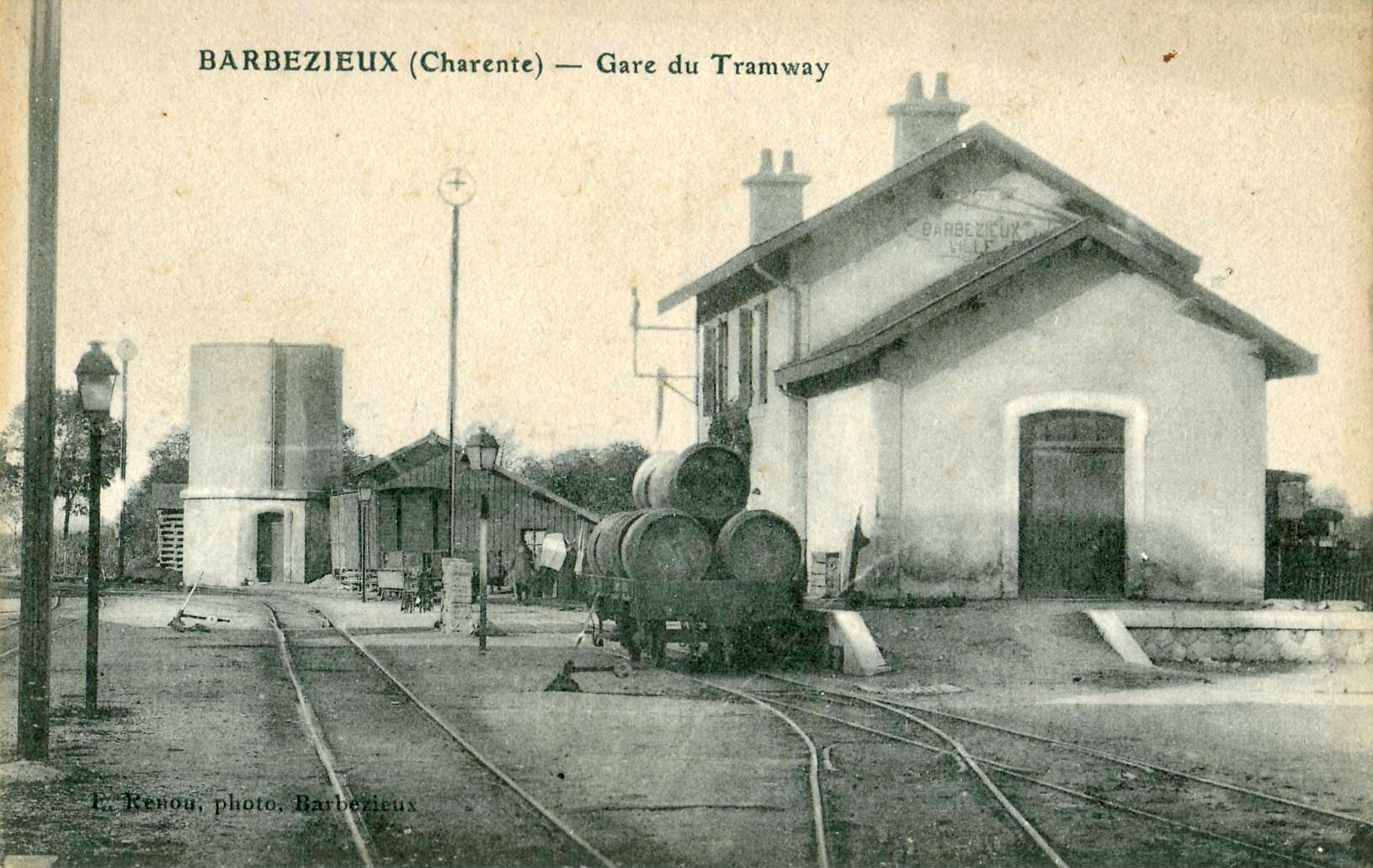
20世纪初的巴伯济约火车站

巴伯济约-圣伊莱尔成立于1973年，由巴伯济约（Barbezieux）和圣伊莱尔两个市镇合并而成，其中巴伯济约为行政中心。
12世纪中期，昂古莱姆主教在巴伯济约附近修建了一处纪念天主教圣人圣马夏尔的教堂，其附近区域逐渐形成聚落。14世纪时，巴伯济约被拉罗什富科家族继承。英法百年战争期间，圣马夏尔教堂被烧毁，15世纪末得以重建，但在16世纪的宗教战争中再次遭到破坏。18世纪时，枢密院大臣黎塞留重新规划设计了连接巴黎和波尔多之间的道路，新的路线从巴伯济约镇中心穿过，这使得巴伯济约成为一个区域性的商业驿站。法国大革命期间，巴伯济约领主拉罗什富科的路易-亚历山大被共和派杀害，巴伯济约成为夏朗德省的一个市镇，并在1790至1800年间为该省的一个地区行署，后改建为副省会，1926年起被撤销，原巴伯济约区整体并入干邑区。
圣伊莱尔则长期为一处普通村落，法国大革命时期一度更名为“L'Islot”。

## 地理

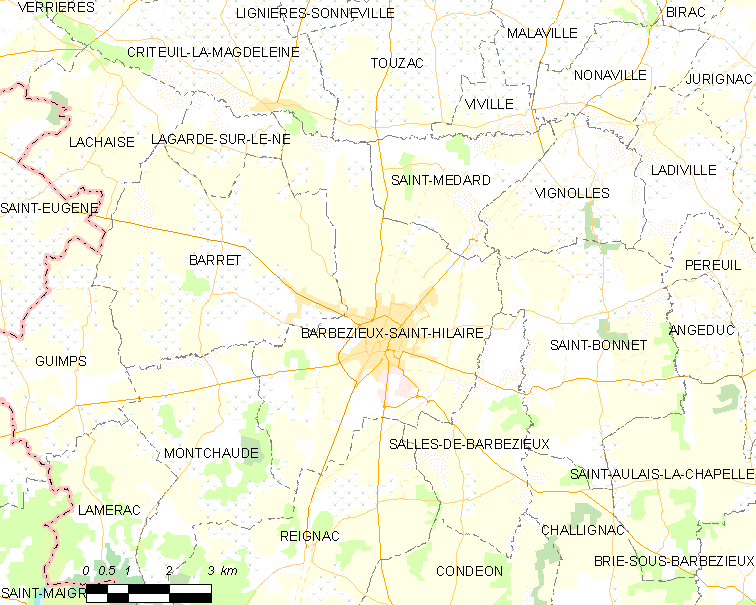
巴伯济约-圣伊莱尔市镇范围地图

巴伯济约-圣伊莱尔位于法国西南部，新阿基坦大区中北部和夏朗德省西南部，距离省会昂古莱姆大约36公里。与巴伯济约-圣伊莱尔接壤的市镇包括：巴雷、克里特伊-拉马格德莱娜、内河畔拉加尔德、雷尼亚克、圣博内、圣梅达尔、萨勒德巴伯济约、蒙梅拉克、维尼奥勒、贝勒维涅。

### 地形
巴伯济约-圣伊莱尔位于阿基坦盆地北部，境内以浅丘和丘陵为主，市镇中心地势较为平坦，全境海拔在32到131米之间。

### 水文
巴伯济约-圣伊莱尔位于夏朗德河流域，特雷夫勒河自南向西流经境内西南部，博河则自南向北流经市区东部。

### 植被
巴伯济约-圣伊莱尔属于温带阔叶混交林区，伊雷纳都市园博园（Arboretum Irène Urbain）是当地主要的城市绿地，常年免费向公众开放。
在鲜花城市的评比中，巴伯济约-圣伊莱尔被评为2星级鲜花城市。

### 气候
巴伯济约-圣伊莱尔在柯本气候分类法中属于温带海洋性气候。
巴伯济约-圣伊莱尔境内设有气象站，以下为该气象站的数据：
| 巴伯济约-圣伊莱尔1981年－2019年 | 巴伯济约-圣伊莱尔1981年－2019年 | 巴伯济约-圣伊莱尔1981年－2019年 | 巴伯济约-圣伊莱尔1981年－2019年 | 巴伯济约-圣伊莱尔1981年－2019年 | 巴伯济约-圣伊莱尔1981年－2019年 | 巴伯济约-圣伊莱尔1981年－2019年 | 巴伯济约-圣伊莱尔1981年－2019年 | 巴伯济约-圣伊莱尔1981年－2019年 | 巴伯济约-圣伊莱尔1981年－2019年 | 巴伯济约-圣伊莱尔1981年－2019年 | 巴伯济约-圣伊莱尔1981年－2019年 | 巴伯济约-圣伊莱尔1981年－2019年 | 巴伯济约-圣伊莱尔1981年－2019年 |
| 月份                            | 1月                             | 2月                             | 3月                             | 4月                             | 5月                             | 6月                             | 7月                             | 8月                             | 9月                             | 10月                            | 11月                            | 12月                            | 全年                            |
| ------------------------------- | ------------------------------- | ------------------------------- | ------------------------------- | ------------------------------- | ------------------------------- | ------------------------------- | ------------------------------- | ------------------------------- | ------------------------------- | ------------------------------- | ------------------------------- | ------------------------------- | ------------------------------- |
| 历史最高温 °C（°F）             | 19 (66)                         | 22.5 (72.5)                     | 26.2 (79.2)                     | 31 (88)                         | 34.6 (94.3)                     | 38.2 (100.8)                    | 40.1 (104.2)                    | 39.6 (103.3)                    | 36.4 (97.5)                     | 30.6 (87.1)                     | 25.7 (78.3)                     | 20.5 (68.9)                     | 40.1 (104.2)                    |
| 平均高温 °C（°F）               | 9.4 (48.9)                      | 11 (52)                         | 14.4 (57.9)                     | 16.9 (62.4)                     | 20.8 (69.4)                     | 24.3 (75.7)                     | 26.8 (80.2)                     | 26.7 (80.1)                     | 23.5 (74.3)                     | 18.9 (66.0)                     | 13 (55)                         | 9.8 (49.6)                      | 18 (64)                         |
| 日均气温 °C（°F）               | 6.1 (43.0)                      | 6.9 (44.4)                      | 9.6 (49.3)                      | 11.9 (53.4)                     | 15.7 (60.3)                     | 18.9 (66.0)                     | 21 (70)                         | 20.9 (69.6)                     | 17.9 (64.2)                     | 14.4 (57.9)                     | 9.3 (48.7)                      | 6.5 (43.7)                      | 13.3 (55.9)                     |
| 平均低温 °C（°F）               | 2.8 (37.0)                      | 2.8 (37.0)                      | 4.9 (40.8)                      | 6.9 (44.4)                      | 10.6 (51.1)                     | 13.6 (56.5)                     | 15.3 (59.5)                     | 15 (59)                         | 12.3 (54.1)                     | 9.8 (49.6)                      | 5.5 (41.9)                      | 3.3 (37.9)                      | 8.6 (47.5)                      |
| 历史最低温 °C（°F）             | −17.5 (0.5)                     | −19.4 (−2.9)                    | −10.2 (13.6)                    | −2.9 (26.8)                     | −0.2 (31.6)                     | 0.7 (33.3)                      | 2.8 (37.0)                      | 5.5 (41.9)                      | 0.1 (32.2)                      | −3.8 (25.2)                     | −8.4 (16.9)                     | −14.5 (5.9)                     | −19.4 (−2.9)                    |
| 平均降水量 mm（）               | 71.9 (2.83)                     | 52 (2.0)                        | 57.7 (2.27)                     | 71 (2.8)                        | 65.1 (2.56)                     | 52.3 (2.06)                     | 48.2 (1.90)                     | 47.3 (1.86)                     | 59.8 (2.35)                     | 81.2 (3.20)                     | 86.3 (3.40)                     | 84.3 (3.32)                     | 777.1 (30.59)                   |
| 月均日照時數                    | 83                              | 111.9                           | 162.4                           | 180.5                           | 215.9                           | 238.4                           | 249.9                           | 244.8                           | 199.2                           | 137.3                           | 91.2                            | 81.4                            | 1,995.9                         |
| 来源：annuaire-mairie.fr        |                                 |                                 |                                 |                                 |                                 |                                 |                                 |                                 |                                 |                                 |                                 |                                 |                                 |

## 行政区划
巴伯济约-圣伊莱尔是法国新阿基坦大区夏朗德省的一个市镇，编号为16028。巴伯济约-圣伊莱尔隶属于干邑区和夏朗德省第二选区，管理南夏朗德县，同时也是南夏朗德省4B市镇公共社区的核心市镇。
法国国家统计与经济研究所（简称）在进行数据统计时，将巴伯济约-圣伊莱尔单独设为巴伯济约-圣伊莱尔城市核心区，并将包括核心区在内的周边共3个市镇划为巴伯济约-圣伊莱尔城市区。自2020年起，巴伯济约-圣伊莱尔城市区被包含25个市镇的巴伯济约-圣伊莱尔城市辐射区代替。此外，还将巴伯济约-圣伊莱尔市镇分为了3个“块区”（IRIS），以便于统计人口分布情况。

## 交通

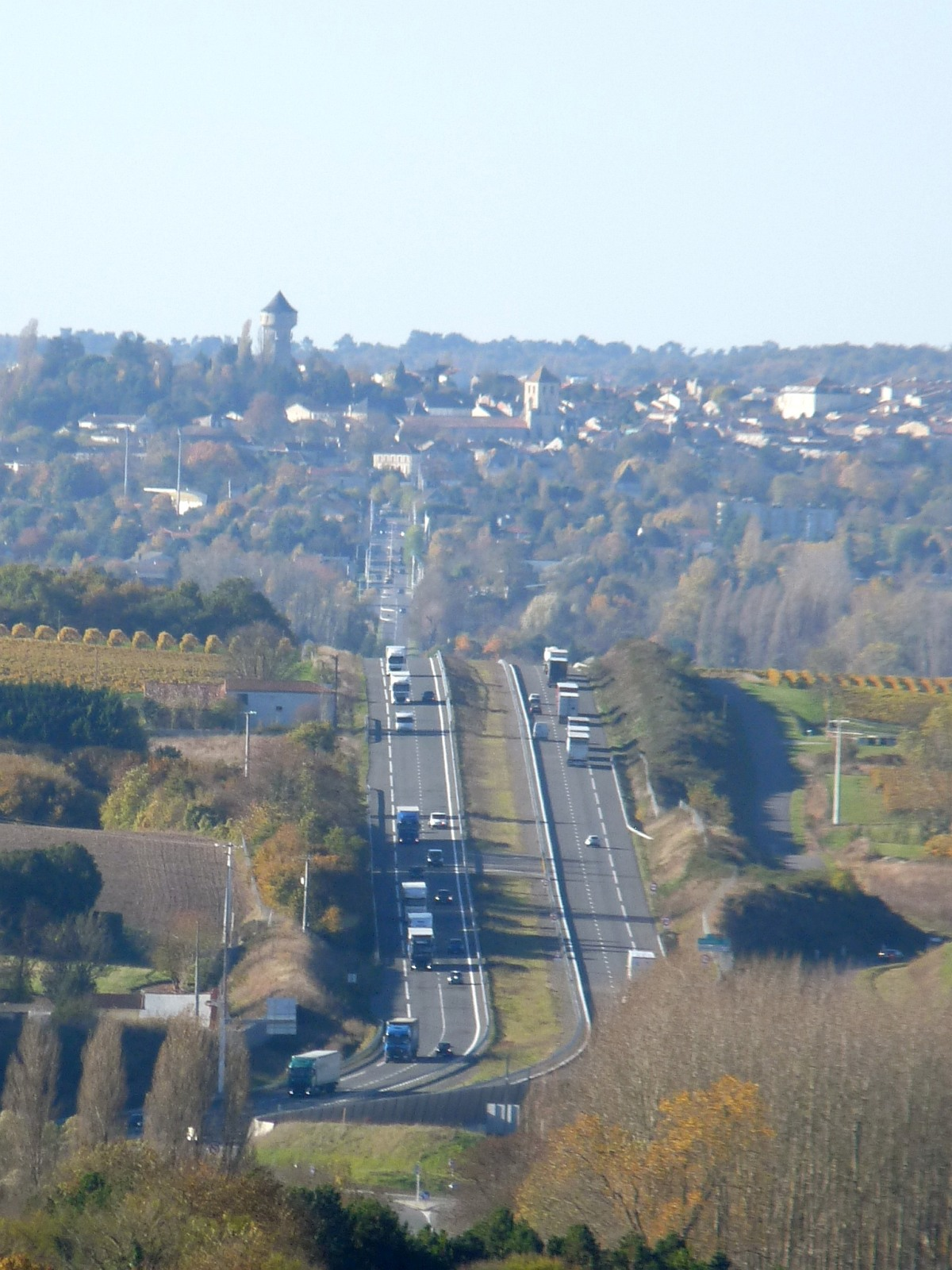
国道N10线巴伯济约段

### 公路
法国国道N10线和多条夏朗德省省道在巴伯济约-圣伊莱尔境内交汇，新阿基坦大区下属的城际客运提供巴士线路，可前往昂古莱姆、干邑及蓬斯。
2018年，71.3%的巴伯济约-圣伊莱尔家庭拥有至少一辆私人汽车。2019年，巴伯济约-圣伊莱尔境内共发生各类交通事故5起，造成5人受伤。

### 铁路
巴伯济约-圣伊莱尔是夏朗德铁路网的一个枢纽，该路网已于1948年全线停运。距离巴伯济约-圣伊莱尔最近的运营中的客运铁路车站为18公里外的夏朗德河畔新堡站，该站停靠往返于昂古莱姆和鲁瓦扬一线的区域列车，部分车次可直达拉罗谢尔。

### 航空
距离巴伯济约-圣伊莱尔最近的民用航空站为波尔多机场，距离巴伯济约-圣伊莱尔市中心的公路里程约103公里。

### 城市公共交通
截至2021年12月，巴伯济约-圣伊莱尔暂无城市公共交通系统。

## 政治

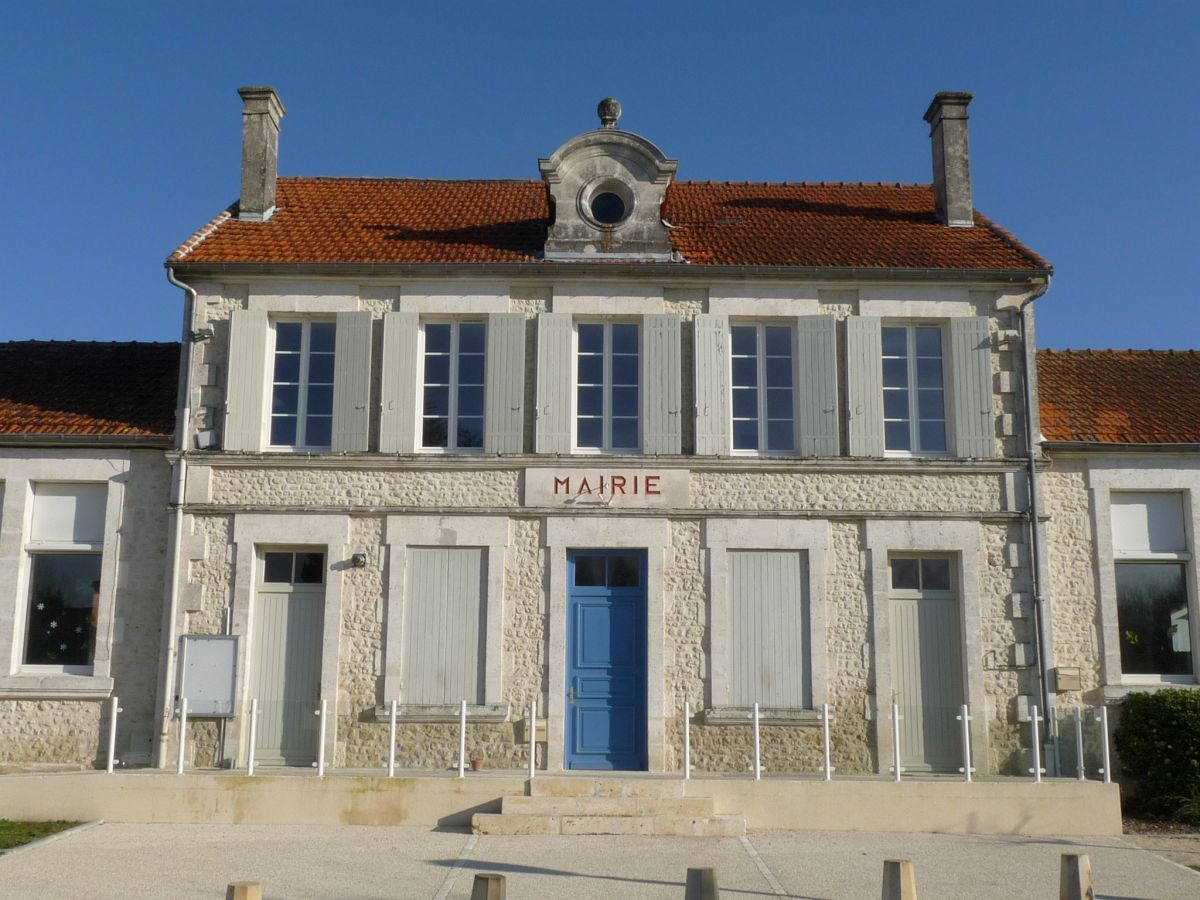
原圣伊莱尔市政厅

巴伯济约-圣伊莱尔的现任市长为安德烈·默拉永先生（André Meuraillon），他是一名右翼无党派人士，在2020年的市政选举中获得了61.19%的支持率。
在2017年的法国总统大选中，法国第25任总统埃马纽埃尔·马克龙在巴伯济约-圣伊莱尔获得了66.61%的支持率。
| 巴伯济约-圣伊莱尔历届市长 |                                      |                   |
| 任期                      | 市长                                 | 党派              |
| 1945年－1951年            | Robert Boisnier 罗贝尔·布瓦尼埃      | 不详              |
| 1951年－1966年            | Emmanuel Menanteau 埃马纽埃尔·默南托 | RAD激进党         |
| 1966年－1989年            | Jean Pauquet 让·波凯                 | DVD右翼无党派人士 |
| 1989年－1995年            | Jean-Claude Cheisson 让-克洛德·谢松  | PS社会党          |
| 1995年－2014年            | René Vignerie 勒内·维涅里            | DVG左翼无党派人士 |
| 2014年－                  | André Meuraillon 安德烈·默拉永       | DVD右翼无党派人士 |

## 人口
2018年，巴伯济约-圣伊莱尔市镇人口数量为4,678，在法国排名第2,357位。其中男性2,172人，女性2,506人，75岁及以上人口占13.6%，外籍人口数量为1,199人，人口密度为176人/平方公里，当地居民被称为（男性）或（女性）。2019年，巴伯济约-圣伊莱尔境内出生24人，死亡人口92人。
| 年份   | 1936  | 1946  | 1954  | 1962  | 1968  | 1975  | 1982  | 1990  | 1999  | 2005  | 2010  | 2015  | 2018  |
| ------ | ----- | ----- | ----- | ----- | ----- | ----- | ----- | ----- | ----- | ----- | ----- | ----- | ----- |
| 人口數 | 4,243 | 4,243 | 4,229 | 4,546 | 4,851 | 5,198 | 5,103 | 4,774 | 4,819 | 4,693 | 4,768 | 4,687 | 4,678 |

## 经济

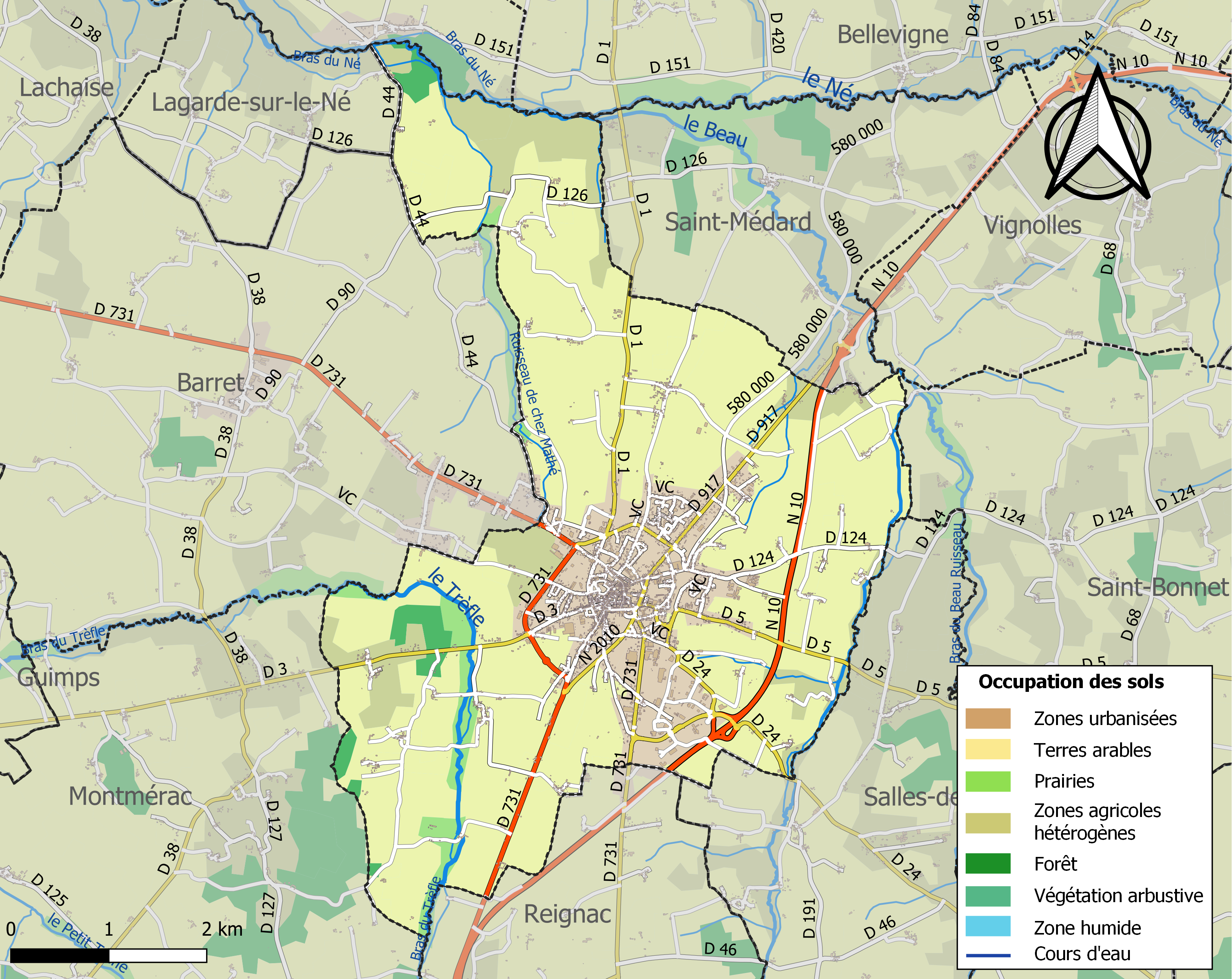
巴伯济约-圣伊莱尔土地利用情况地图

巴伯济约-圣伊莱尔是一个区域性的中心城市。截止2021年12月，巴伯济约-圣伊莱尔市镇范围内共有各类用人单位（包含自雇）791家，平均历史为18年，其中98.95%为中小型企业（PME）。（糕点生产）、（建筑装饰）及（公路物流）是当地2020年营业额最高的三个企业，分别为23,702,314欧元、10,277,151欧元和9,075,104欧元。

## 财政与居民收入
2020年，巴伯济约-圣伊莱尔的财政收入总额为3,893,580欧元，财政支出总额为3,267,980欧元，当年的债务总额为4,767,350欧元。2021年，巴伯济约-圣伊莱尔共获得919,622欧元的国家财政补助，比上一年减少了0.89%。
2019年，巴伯济约-圣伊莱尔的人均月收入总额为1,990欧元，其中高级职员为3,592欧元，低于法国平均水平（4,230欧元）；中级职员为2,221欧元，低于法国平均水平（2,411欧元）；普通职员为1,674欧元，亦低于法国平均水平（1,740欧元）。
2018年，巴伯济约-圣伊莱尔境内的青壮年（15至64岁）失业率为13.8%，当地40.6%的家庭拥有纳税资格，平均纳税1,897欧元，低于法国平均水平（3,910欧元）。

## 社会事务

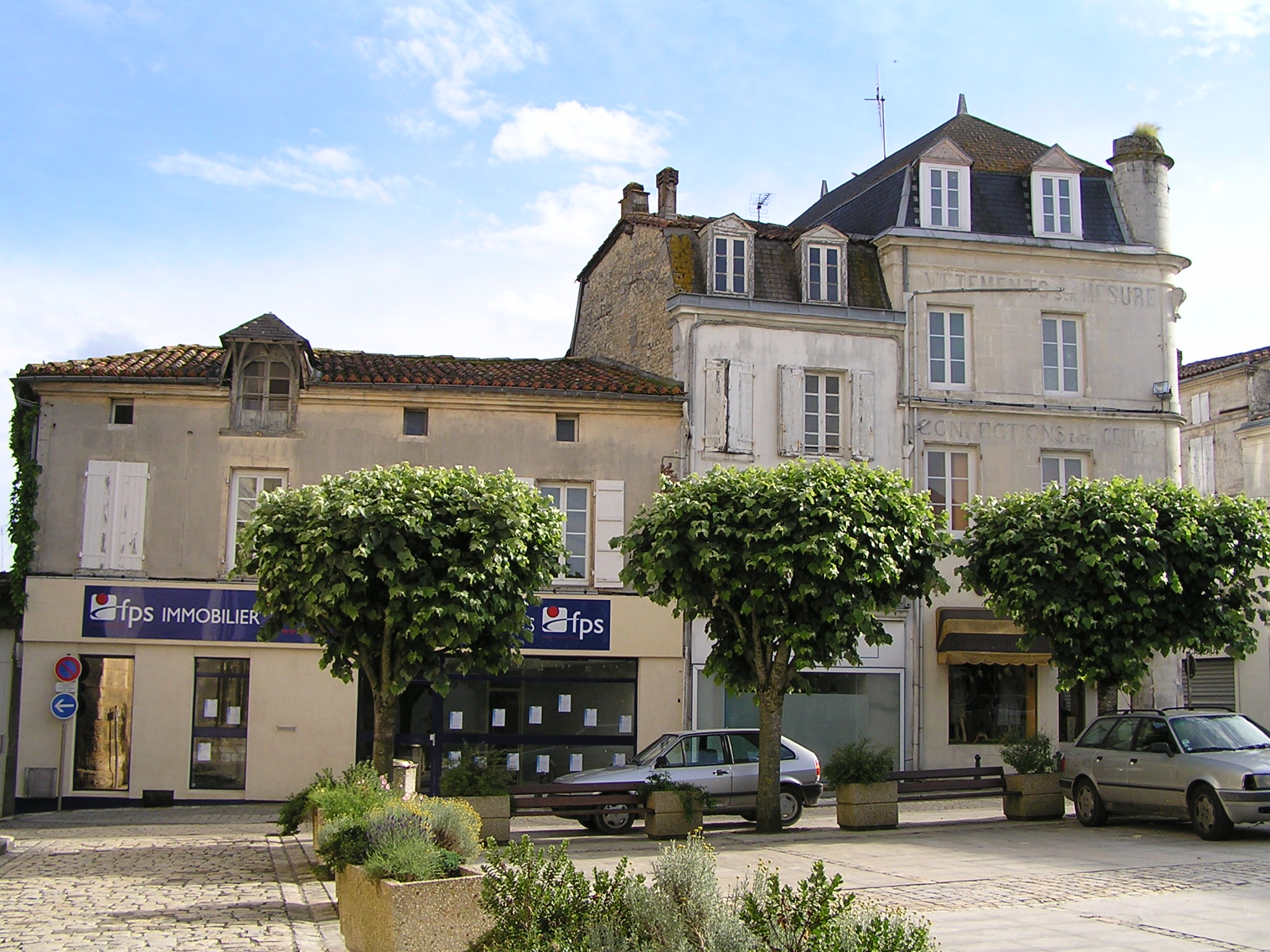
巴伯济约-圣伊莱尔镇中心的一处广场

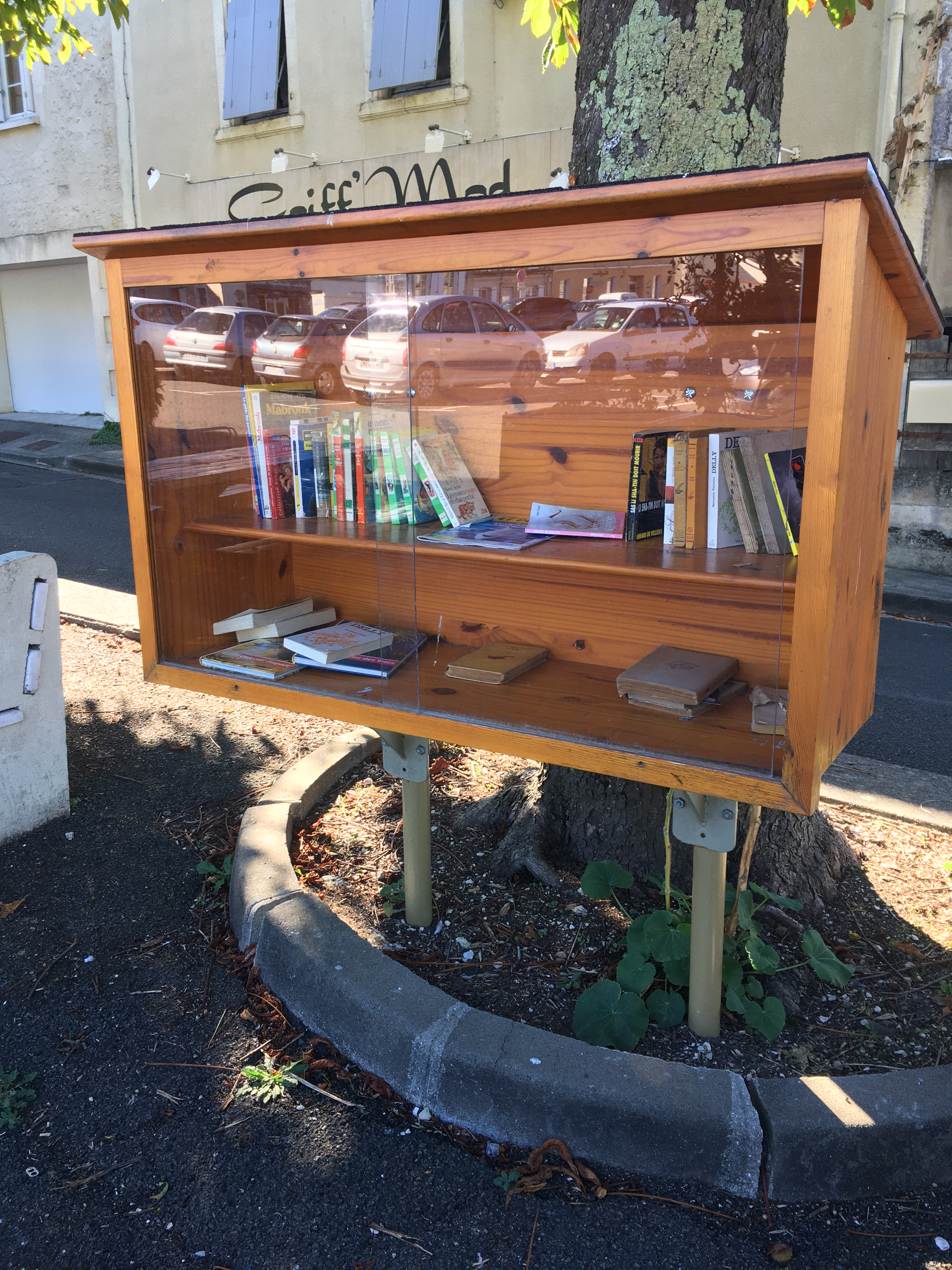
巴伯济约-圣伊莱尔街头的图书交换箱

### 教育
巴伯济约-圣伊莱尔属于普瓦捷学区。截止2020年1月1日，巴伯济约-圣伊莱尔境内共有2所幼儿园、2所小学、2所初级中学、1所普通高中和1所农业高中。2018至2019学年度，巴伯济约-圣伊莱尔境内共有在校中等教育阶段学生1,080名。

### 医疗
截止2020年1月1日，巴伯济约-圣伊莱尔境内共有全科医生7名、保健师5名、牙医5名、护士14名、眼科医生2名、皮肤科医生1名和助产士2名。境内共有药房3家、养老院2家、残疾人帮扶中心1家。
南夏朗德省中心医院（Centre Hospitalier Hôpitaux du Sud Charente）是法国的一个区域性医疗机构，其主病区位于巴伯济约-圣伊莱尔市区，设有床位382个，是当地规模最大的公立综合性医院。

### 住房
2018年，巴伯济约-圣伊莱尔境内共有各类住房2,719套，其中70.1%为独立式居民区，29.2%为集中式居民区。常住房屋占巴伯济约-圣伊莱尔市镇范围内居民建筑总量的84.0%。
在住房保障政策方面，2020年，巴伯济约-圣伊莱尔境内共有719户家庭获得了住房经济补助，受益人数占总人口数量的15.4%，其中692份为房租补助。

### 商业
2019年，巴伯济约-圣伊莱尔境内共有各类实体商铺190家，其中餐厅21家、大型超市5家、杂货店1家、面包房4家、肉铺3家、书店4家、装饰品店2家、银行门店8家、美容美发店16家、汽车维修店20家。市区西部建有开放式商业街区，有一家E. Leclerc大型超市。

### 体育
2020年，巴伯济约-圣伊莱尔境内共有1家游泳池、4间体育馆、1座综合体育场、6处网球场、1处马术场、6处足球或橄榄球场以及1处篮球或排球场。
截至2021年12月，巴伯济约-圣伊莱尔境内共有两支注册足球俱乐部，2021至2022赛季均参加夏朗德省足球联赛。

### 环境
巴伯济约-圣伊莱尔的环境事务由其所属的公共社区负责。2019年，巴伯济约-圣伊莱尔境内共有3家污染企业。

### 治安
2019年，巴伯济约-圣伊莱尔市镇范围内有1处宪兵队。
巴伯济约-圣伊莱尔所在地是干邑宪兵总队的管辖范围。2020年，该宪兵总队辖区内共96个市镇累计发生各类案件1,917起，其中盗窃类案件903起，经济类案件373起，毒品交易类案件76起。

## 文化
2020年，巴伯济约-圣伊莱尔境内有1家电影院。巴伯济约-圣伊莱尔市政府提供多媒体中心，每周二、三、五、六向公众开放。

### 建筑
巴伯济约-圣伊莱尔境内有多处法国国家文物保护单位，其中巴伯济约城堡和圣马蒂亚斯教堂是当地的地标性建筑物。

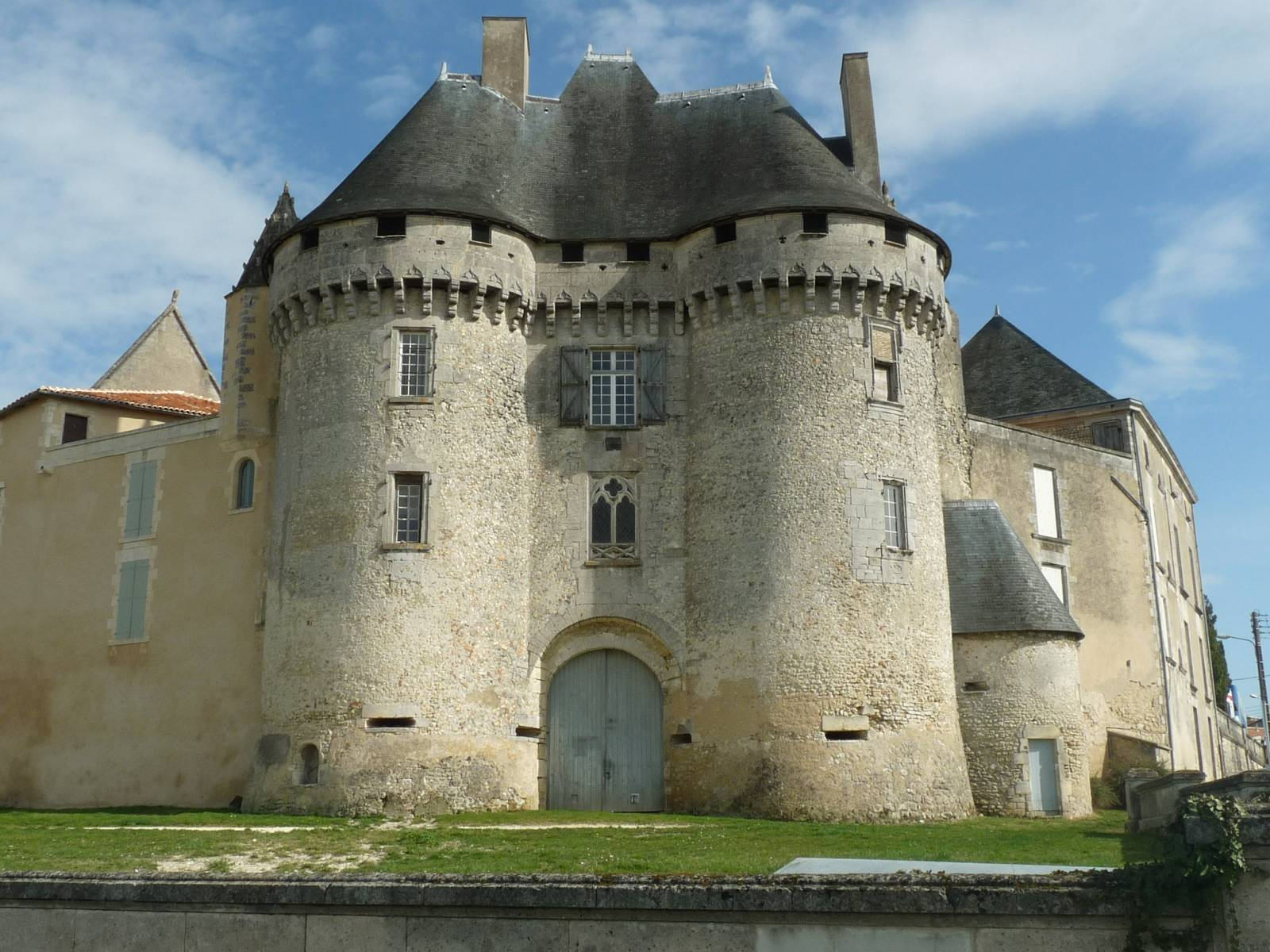
巴伯济约城堡（法语：Château de Barbezieux）
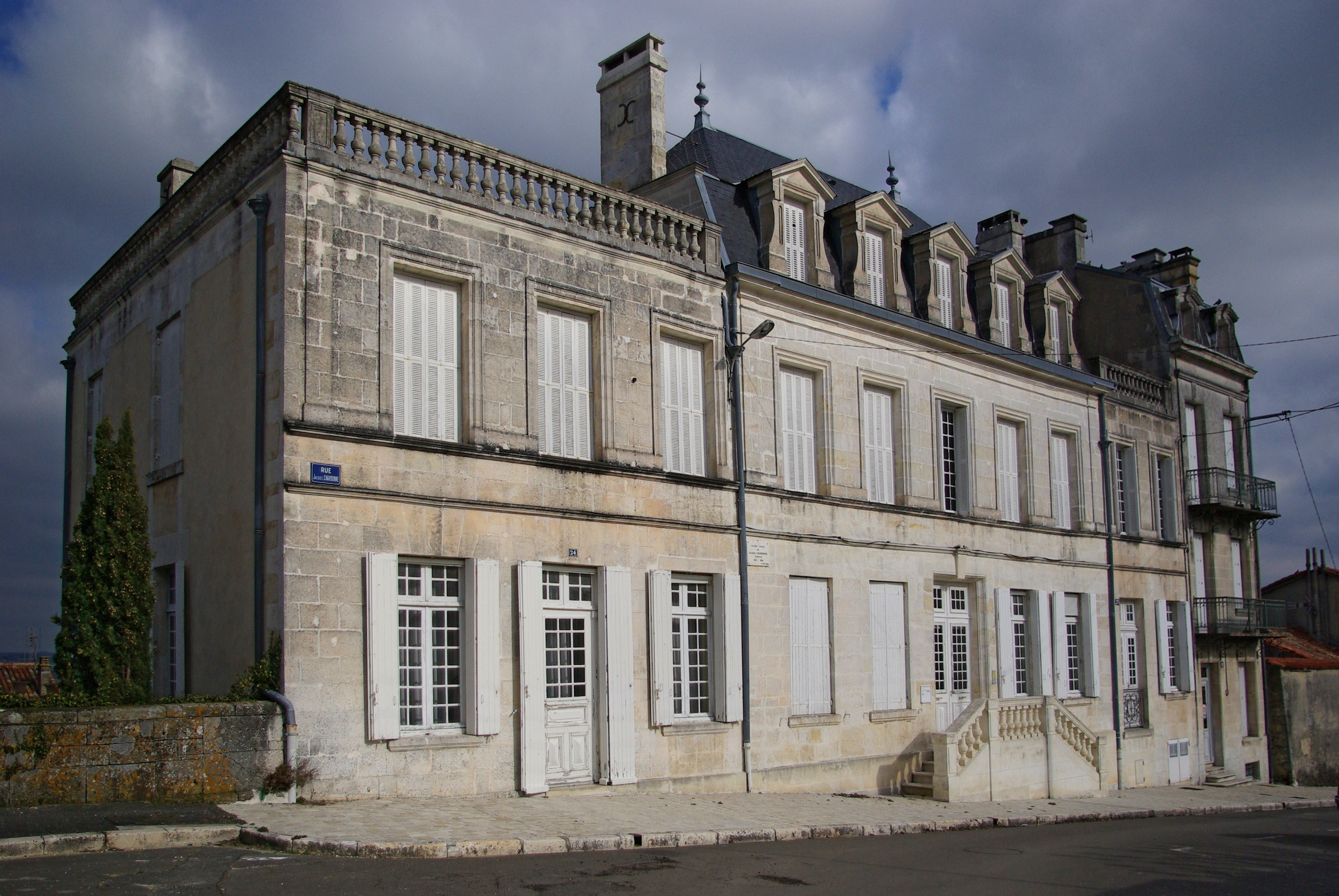
夏多纳（法语：Jacques Chardonne）旧居
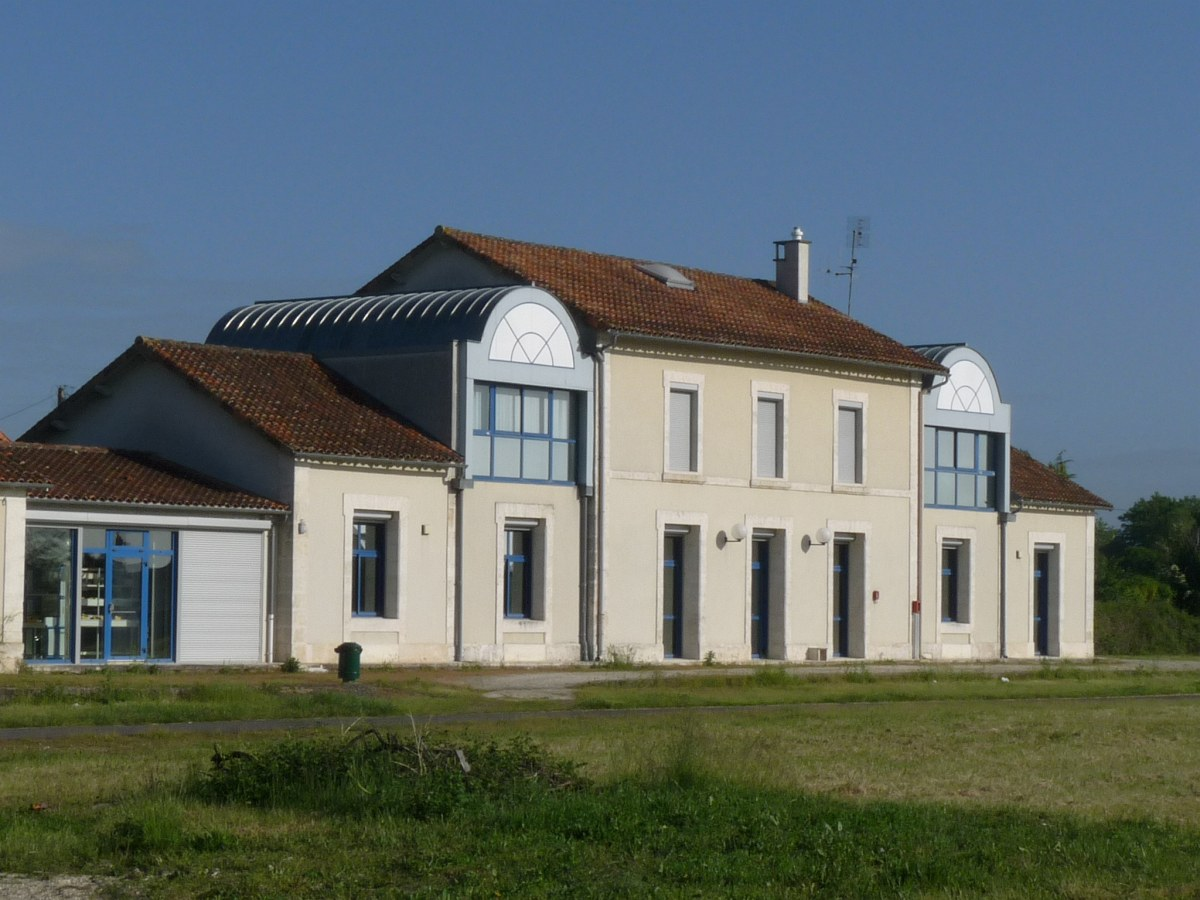
火车站旧址
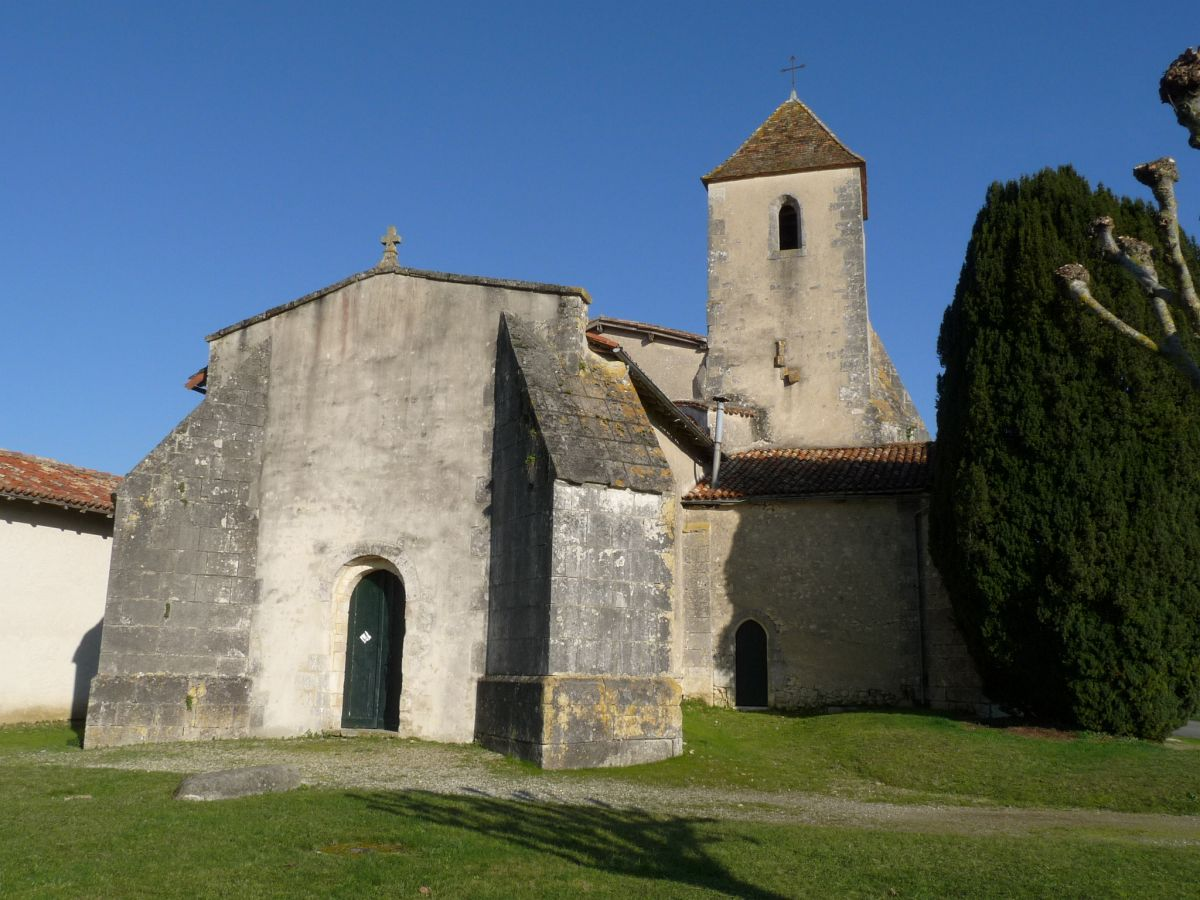
圣伊莱尔教堂
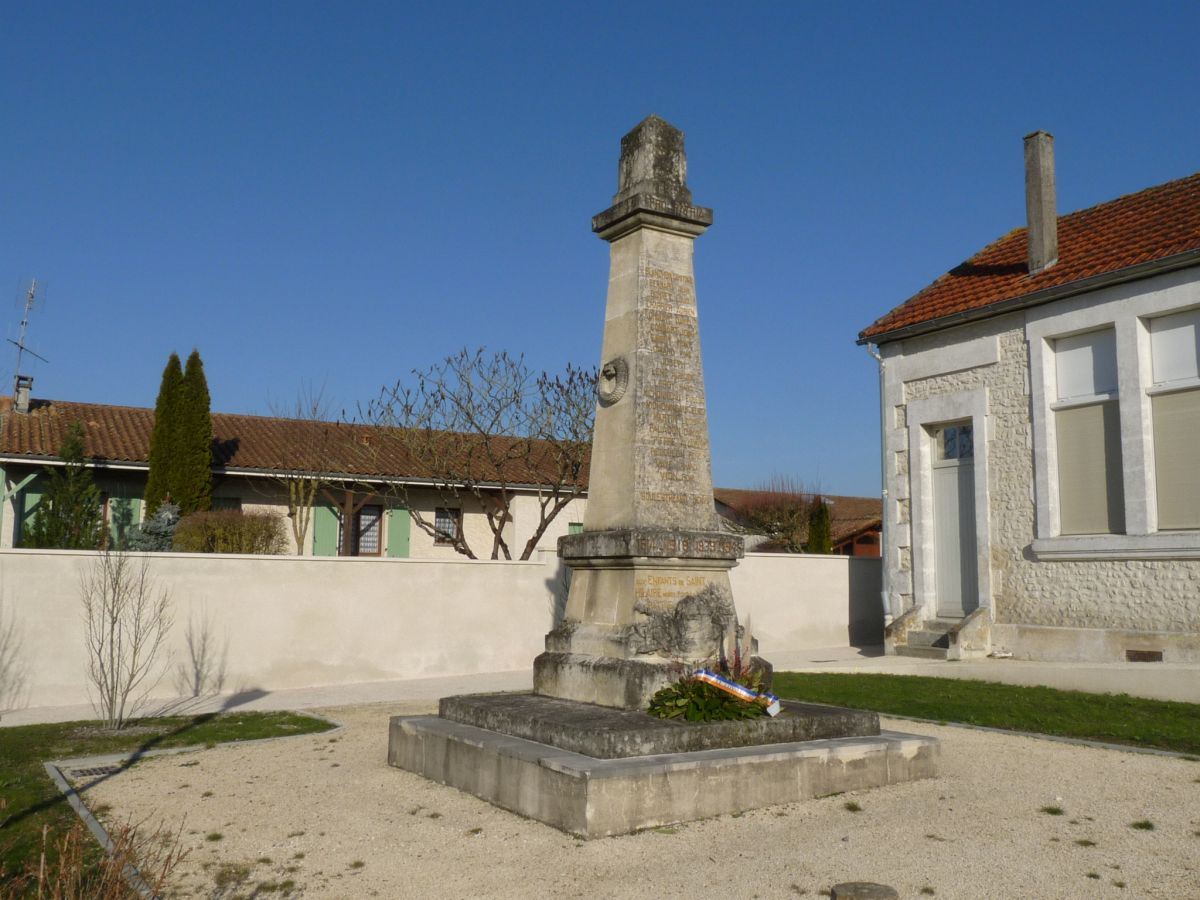
圣伊莱尔烈士纪念碑
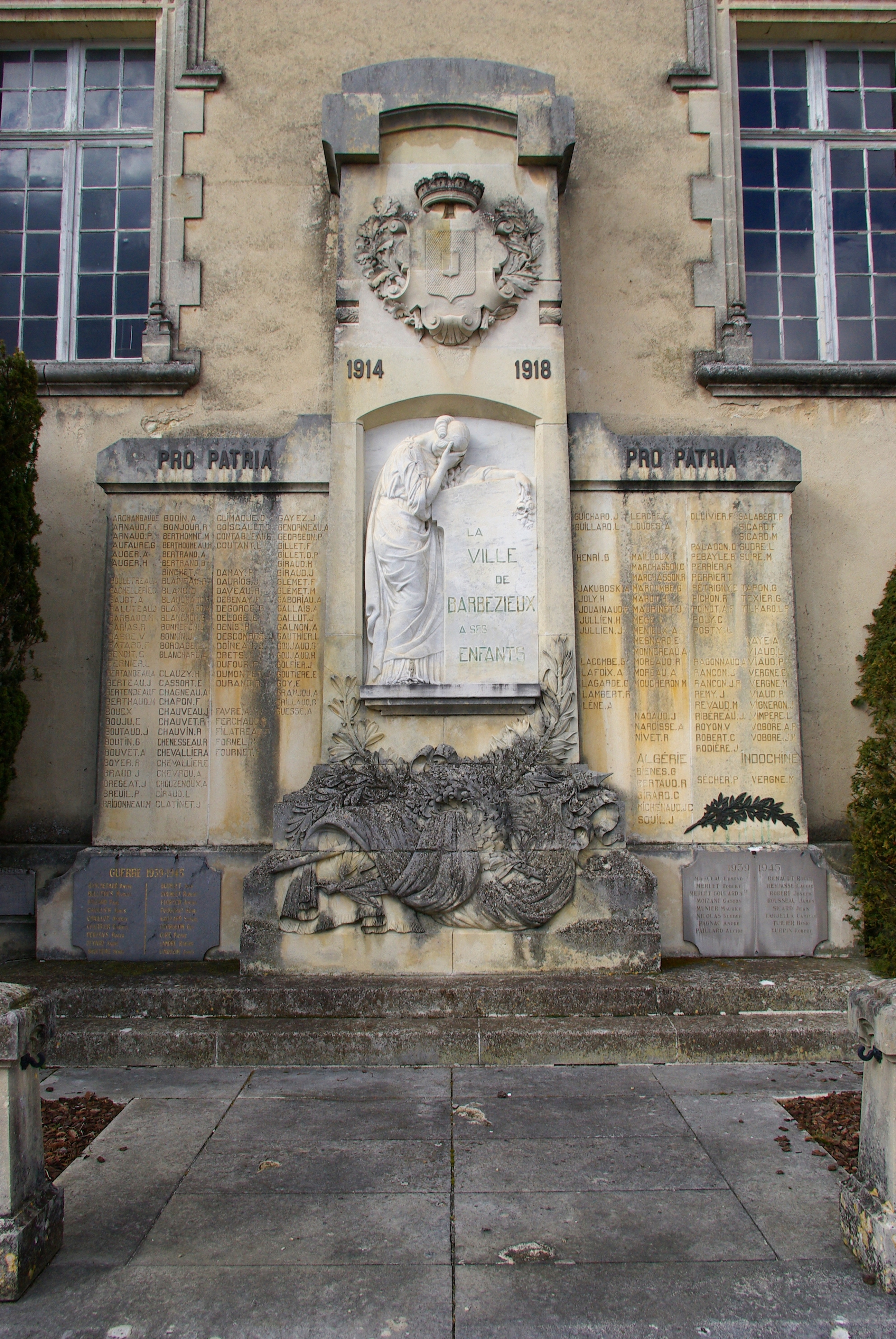
一战烈士纪念碑
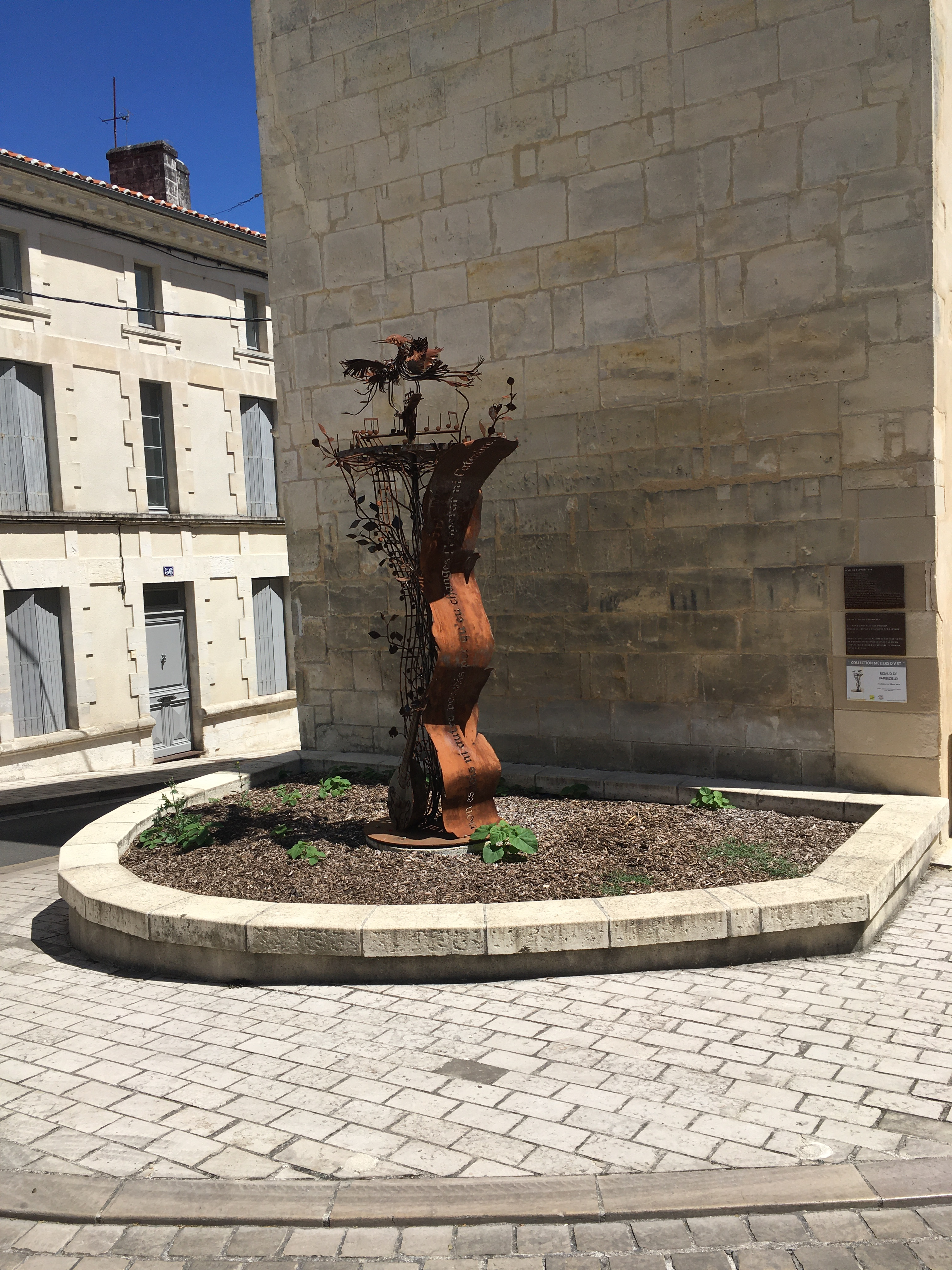
街头喷泉

### 旅游
巴伯济约-圣伊莱尔的旅游事务由其所属的公共社区负责。2021年，巴伯济约-圣伊莱尔境内共有2家酒店共计33间房间。

### 媒体
法国主要的媒体均可在巴伯济约-圣伊莱尔接收，法国电视三台下属的新阿基坦大区频道在部分时段播出巴伯济约-圣伊莱尔所属区域的地方新闻。当地的主要地方性媒体包括《夏朗德自由报》、蓝色法兰西普瓦图广播等。

## 相关人物
法国作家亨利·福科尼埃、雅克·夏多纳、菲利普·贝松和运动员雷诺·拉维莱涅出生于巴伯济约-圣伊莱尔。

## 友好城市
截至2021年12月，巴伯济约-圣伊莱尔共与三座城市互为友好城市关系：
- 德国 沃尔夫拉茨豪森
- 義大利 维尼奥拉
- 瑞士 沙尔多讷